# Kota Baru (Teluk Sebong)
Kota Baru is een bestuurslaag in het regentschap Bintan van de provincie Riau-archipel, Indonesië. Kota Baru telt 2065 inwoners (volkstelling 2010).